# Desmodium ramosissimum
Desmodium ramosissimum är en ärtväxtart som beskrevs av George Don jr. Desmodium ramosissimum ingår i släktet Desmodium och familjen ärtväxter. Inga underarter finns listade i Catalogue of Life.